# Bilokorowytschi
Bilokorowytschi (ukrainisch Білокоровичі; russisch Белокоровичи Belokorowitschi, polnisch Białokurowicze) ist ein Dorf im Norden der ukrainischen Oblast Schytomyr mit etwa 2090 Einwohnern.

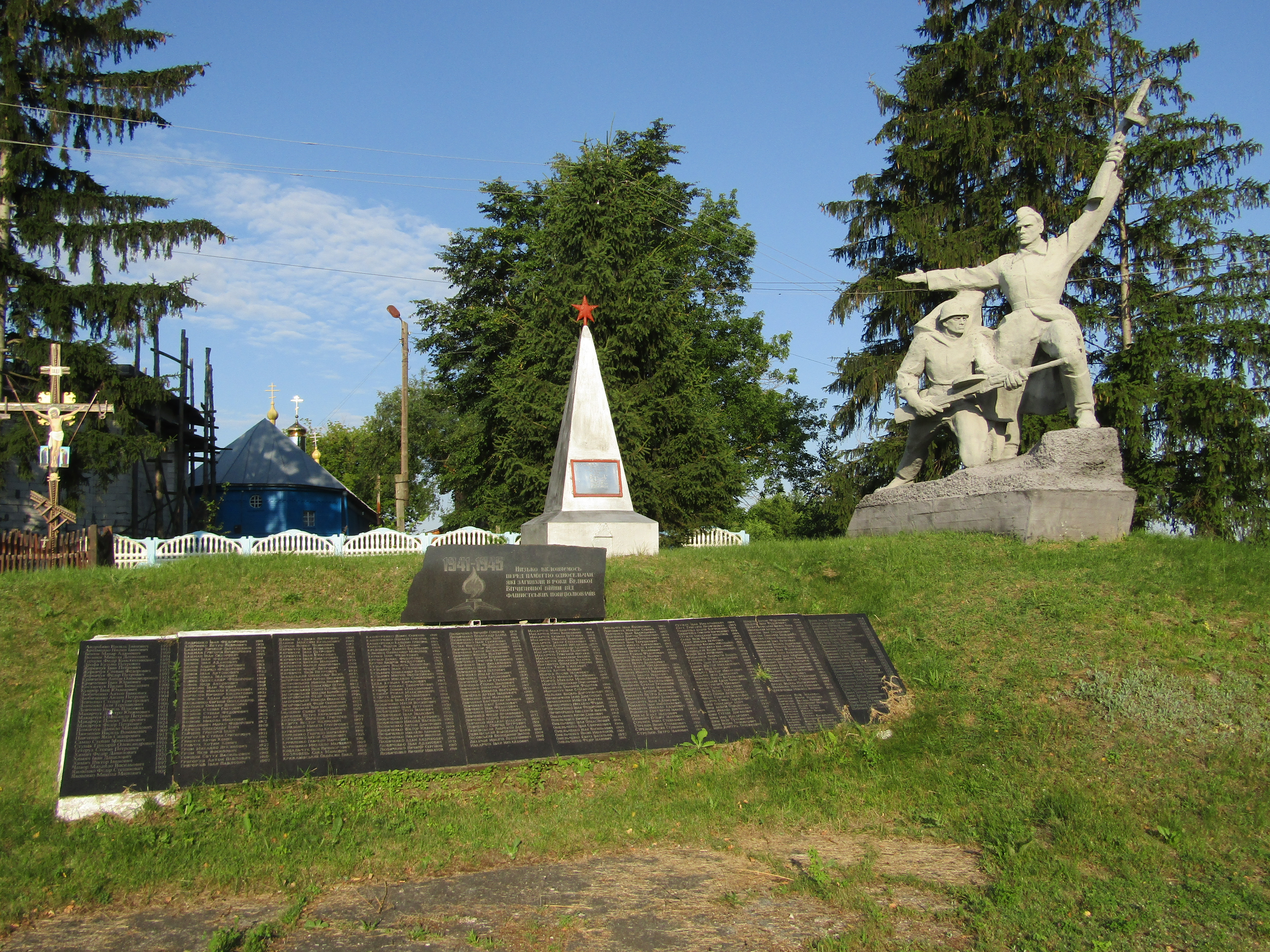
Kriegerdenkmal im Ort

Das 1350 erstmals schriftlich erwähnte Dorf liegt im historischen Gebiet Polesien am Ufer des Scherew (Жерев), einem 96 km langen, linken Nebenfluss des Usch 33 km südöstlich vom ehemaligen Rajonzentrum Olewsk und 125 km nördlich vom Oblastzentrum Schytomyr.
Im Dorf befindet sich die erstmals 1771 schriftlich erwähnte Kirche der Geburt der Allerheiligsten Gottesmutter der Ukrainisch-Orthodoxen Kirche.
Südlich der Ortschaft verläuft die Fernstraße M 07/E 373.

## Verwaltungsgliederung
Am 25. Juli 2016 wurde das Dorf zum Zentrum der neugegründeten Landgemeinde Bilokorowytschi (ukrainisch Білокоровицька сільська громада/Bilokorowyzka silska hromada), zu dieser zählen auch noch die im Nordosten angrenzende Siedlung städtischen Typs Nowi Bilokorowytschi sowie die etwa 4 km südlich liegende Siedlung städtischen Typs Butschmany, bis dahin bildete es zusammen mit den Siedlungen städtischen Typs Butschmany und Nowi Bilokorowytschi die gleichnamige Landratsgemeinde Bilokorowytschi (Білокоровицька сільська рада/Bilokorowyzka silska rada) im Südosten des Rajons Olewsk.
Am 17. Juli 2020 kam es im Zuge einer großen Rajonsreform zum Anschluss des Rajonsgebietes an den Rajon Korosten.
Folgende Orte sind neben dem Hauptort Bilokorowytschi Teil der Gemeinde:
| Name                     | Name              | Name                                        |
| ukrainisch transkribiert | ukrainisch        | russisch                                    |
| ------------------------ | ----------------- | ------------------------------------------- |
| Butschmany               | Бучмани           | Бучманы                                     |
| Nowi Bilokorowytschi     | Нові Білокоровичі | Новые Белокоровичи (Nowyje Belokorowitschi) |